# Кириченко Ганна Вікторівна
Га́нна Ві́кторівна Кириче́нко (до шлюбу Лисеєнкова або Лісє́єнкова; 26 лютого 1991, смт. Новоайдар, Луганська область, УРСР) — українська волейболістка, догравальниця. Майстер спорту України міжнародного класу.

## Із біографії
Вихованка Новоайдарської спортивної школи-гімназії (тренер — Каркачов). Спортивну кар'єру почала в 2006 році у клубі «Сєвєродончанка», що в місті Сєвєродонецьку. Потім виступала за команди «Маккабі» (Хайфа, Ізраїль) і «Болу Беледієспор» (Туреччина). Із січня 2020 року захищає кольори южненського «Хіміка».
Чемпіонка України (1): 2008—2009, володарка Кубка України (3): 2009, 2020, 2025
Гравець національної збірної України з 2009 по 2017 рік.

## Клуби
| Роки      | Команди                   |
| --------- | ------------------------- |
| 2006—2016 | «Сєвєродончанка»          |
| 2016—2017 | «Маккабі» (Хайфа)         |
| 2017—2020 | «Болу Беледієспор» (Болу) |
| 2020—2022 | «Хімік» (Южне)            |
| 2022—2023 | «Шельми» (Брно)           |
| 2023—2024 | «Аполлон» (Лімасол)       |
| 2024—     | «Балта»                   |

## Галерея

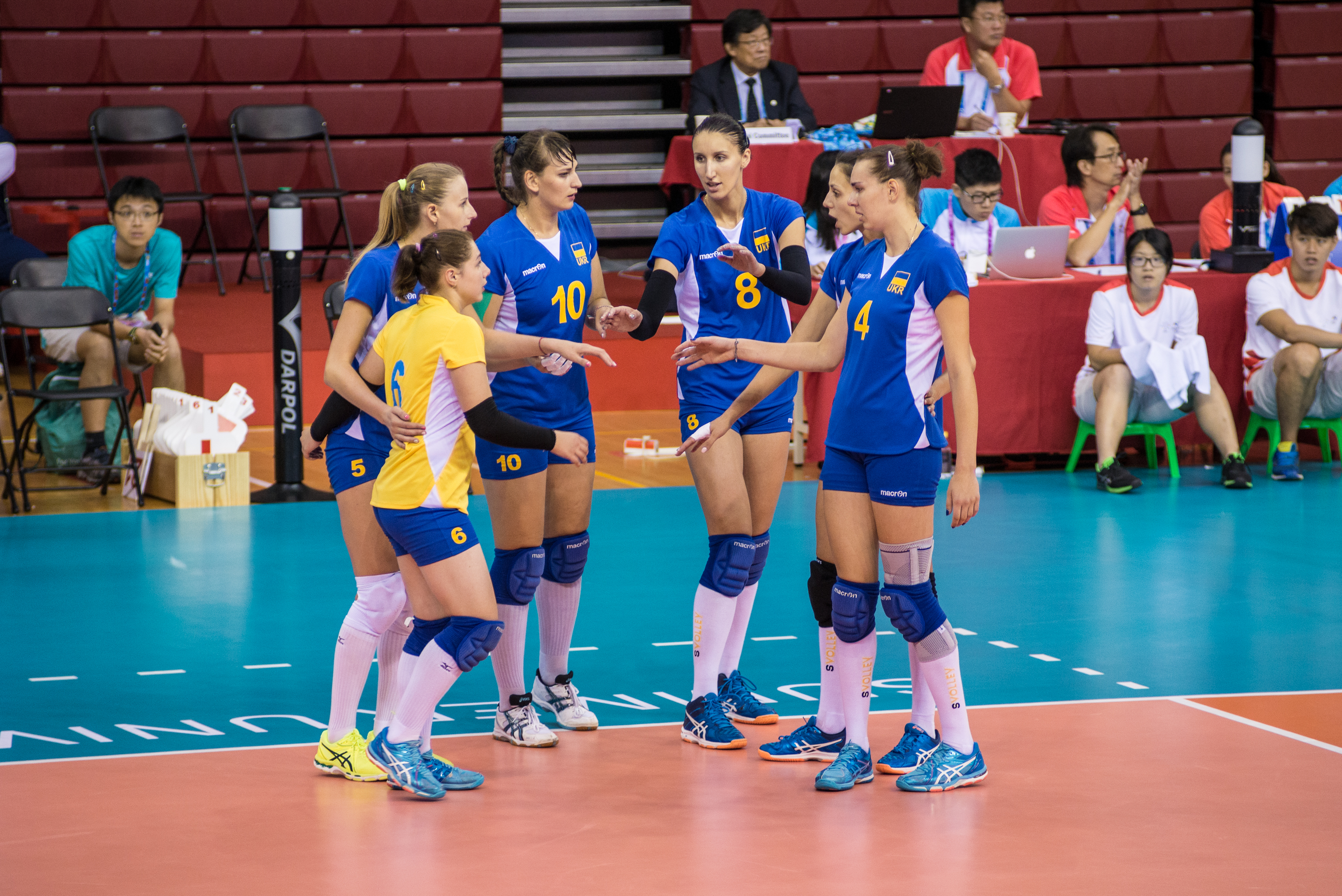
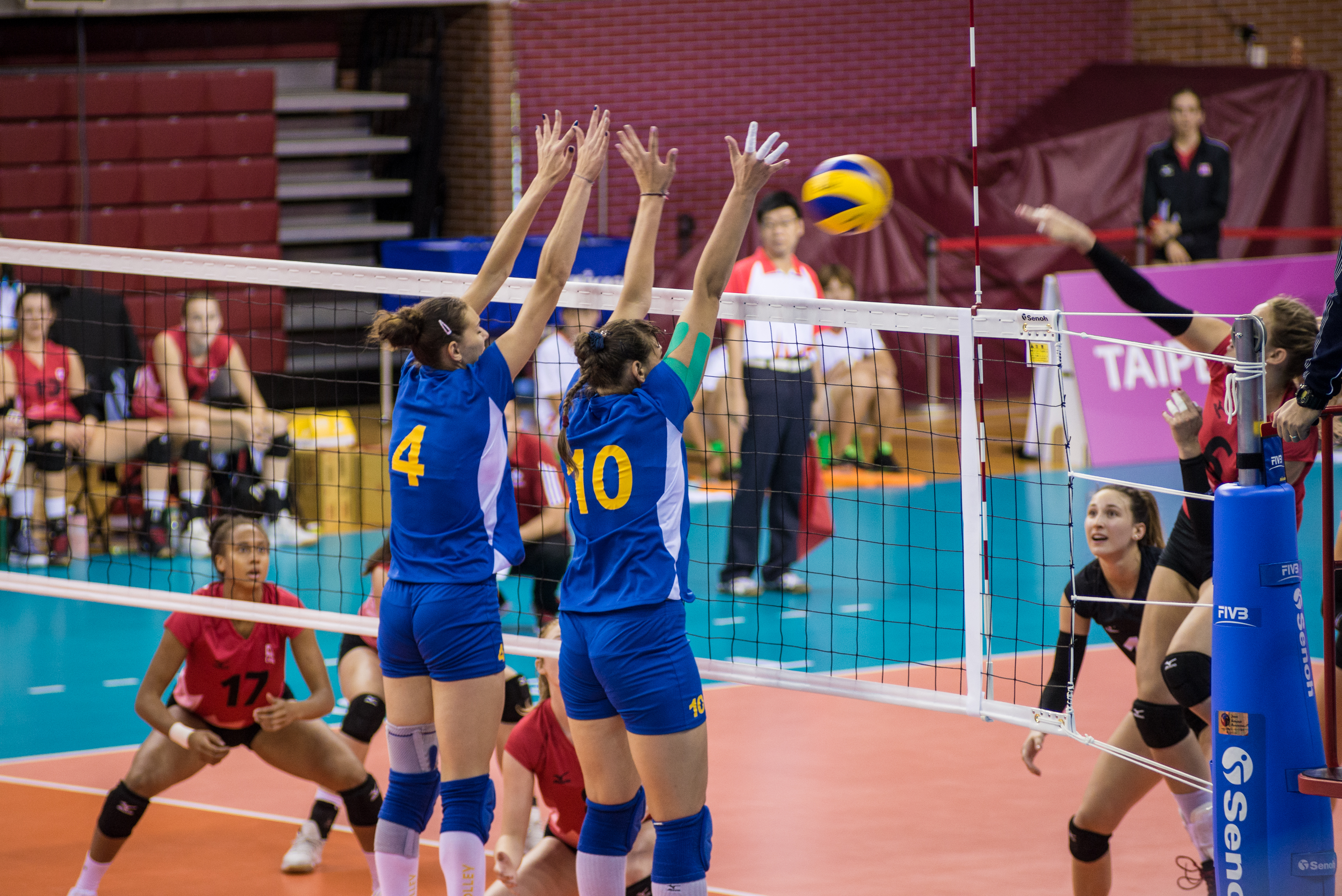

.